# Epipenaeon qadrii
Epipenaeon qadrii là một loài chân đều trong họ Bopyridae. Loài này được Qazi miêu tả khoa học năm 1959.